# براونسباخ
براونسباخ (به آلمانی: Braunsbach) یک شهر در آلمان است که در شوبیش هال واقع شده‌است.

## خواهرخوانده
شهرهای Vouillé و پنیگ خواهرخوانده‌های براونسباخ هستند.